# La Costa Brava
La Costa Brava fue un grupo musical español de la llamada escena independiente que inició su andadura en 2003. Su música se encuadra dentro del pop, con toques sesenteros y setenteros. Sergio Algora, miembro del grupo, murió en julio de 2008.

## Historia
La Costa Brava fue un proyecto surgido en 2003 de la amistad entre Fran Fernández (voz y guitarra de Australian Blonde) y Sergio Algora (El Niño Gusano / Muy Poca Gente) junto a Daniel Garuz (Pulmón / Muy Poca Gente) y Eloy Cases (René / Muy poca gente). Después se unió a ellos Enrique Moreno (batería de Pulmón).
La composición de las canciones corría a cargo, sobre todo, de Sergio Algora y de Fran Fernández, aunque también grabaron algún tema de Daniel Garuz y de Enrique Moreno, así como versiones de grupos españoles y extranjeros (estas solían traducirlas al castellano). Por regla general, cada miembro cantaba las canciones de las que era autor.
A principios de 2003 publican su primer disco, Déjese querer por una loca, con la discográfica Grabaciones en el Mar. En tan solo un año publican dos discos más, Los días más largos y Se hacen los interesantes, antes de fichar por una nueva compañía, Mushroom Pillow. Su frenético ritmo de lanzamientos continúa y a finales de 2004 publican Llamadas perdidas al que sigue Costabravismo en junio de 2005.
Toda esta actividad discográfica va acompañada por actuaciones en salas distribuidas por todos los rincones de la geografía española, así como en los principales festivales de música independientes que se celebran en España, como por ejemplo el FIB en 2003 y el Festival de Música Contemporánea de Alicante en 2004.
En 2005, sin dejar de lado las actuaciones "tradicionales", comienzan a hacer lo que ellos llaman "conciertos a domicilio", en los que por un precio asequible acceden a tocar para pequeños grupos de personas en pequeños locales e incluso casas particulares en un formato diferente: voces, guitarras y teclados.
A principios de 2007 publicaron un nuevo disco titulado "Velocidad de crucero" (Mushroom Pillow).
En enero de 2008, la discográfica Mushroom Pillow decidió rescindir el contrato que les unía a La Costa Brava para la grabación de un disco más y desde esa fecha, se encuentran sin discográfica. Según palabras de Fran Fernández en su blog, el grupo se plantea autoeditar sus próximos trabajos.
El 9 de julio de 2008, Sergio Algora, el que fue cantante y líder de La Costa Brava falleció en su casa. Padecía problemas del corazón, según informó en su blog Fran Fernández, su compañero en La Costa Brava.

## Componentes
- Fran Fernández - voz y guitarra
- Sergio Algora - voz y teclados
- Eloy Cases- bajo
- Enrique Moreno - batería

A principios de 2006 se incorpara al grupo Ricardo Vicente, procedente de Tachenko. En el verano de 2006, Dani Garuz abandona el grupo para dedicarse a su proyecto en solitario, Da.

## Discografía

### Álbumes
- Déjese querer por una loca (Grabaciones en el Mar], 2003)

1. Hazte camarera
2. En el fondo está bien
3. Lentillas de colores
4. La música, las drogas, el láser, las minifaldas
5. Desastre
6. Dos científicos (Carrera por el premio)
7. El auténtico gin-tonic
8. Mal menor
9. Jesús, etc., etc.
10. Déjese querer por una loca
11. 2-Sept-2000
12. Gwen Stacy
- Los días más largos (Grabaciones en el Mar, 2003)

1. Cuéntame cosas tuyas
2. Canción de regalo
3. Mujeres y días
4. Natalia Verbeke
5. Quinceañeros
6. Perruca campeón
7. El tucán
8. Francia, la criada y todo
9. Llámame
- Se hacen los interesantes (Grabaciones en el Mar, 2004)

1. La condesa aragonesa
2. Nada más
3. Copas de yate
4. Dos ostras
5. Je t'aime, moi non plus
6. Favorita
7. Azul casi luz
8. Blanca palidez
9. Nada me importa
10. Cena recalentada
11. Interesantes
- Llamadas perdidas (Mushroom Pillow, 2004)

1. Falsos mitos sobre la piel y el cabello
2. Vuelvo a ser yo
3. Adoro a las pijas de mi ciudad
4. Mi última mujer
5. Los jóvenes realizadores
6. Boyscoutninja
7. Hotel dulce nombre
8. Dos ostras
9. El cumpleaños de Ronaldo
10. Confianza ciega
11. Toni
12. Canción para Beyonce Knowles
13. Treinta y tres
- Costabravismo (Mushroom Pillow, 2005)

1. Nadie sabía que estaba muerto
2. Novias con el pelo largo
3. No me enseñen la lección
4. Tres años
5. Mi primera dama
6. La canción de los critters
7. Amor en Japón
8. Superpoder
9. No me importa robar
10. Olvida el ayer
- Velocidad de crucero (Mushroom Pillow, 2007)

1. Natasha Kampush (hazme una pérdida)
2. Olímpicos
3. Amor bajo cero
4. Hospital
5. Justicia poética
6. Te cambio por un mundo donde no valga la pena
7. Sábado
8. Casado con otra
9. Dispositivo
10. Háblame
11. La prueba del polígrafo
12. Japonesa
13. El hombre que perdió los papeles

### Otros
- Feliz San Valentín, (2005). CD-EP que no se puso a la venta en tiendas, con una "tirada" limitadísima de 130 copias que Fran Fernández hizo llegar a aquellas personas que le pidieron una copia a principios de 2005 desde su blog. Fran grabó los CD e hizo el montaje y envío. Existen versiones de este EP con 2 portadas diferentes.

1. Tres años
2. Conejo reloj
3. Amor en Japón
4. Las chicas guapas no cuidarán de ti

## Proyectos paralelos
Fran Fernández compaginó La Costa Brava con Australian Blonde y apariciones en solitario bajo el nombre de Francisco Nixon.
Dani Garuz ha publicado dos discos en solitario bajo el nombre de DA: "Dormidos en el zoo" (Mushroom Pillow, 2005) y "Pulse y espere" (autoeditado, 2007).
Enrique Moreno es también el baterista del grupo de Surf and roll The Vibrants.